# Ulug Depe
Koordinaten: 37° 55′ 12″ N, 60° 8′ 45,7″ O
Ulug Depe (turkmenisch für «großer Hügel») ist eine antike Fundstätte aus der Bronzezeit in den Ausläufern des Kopet-Dag-Gebirges in der Karakum-Wüste 175 km östlich der turkmenischen Hauptstadt Aschgabat. Sie umfasst etwa 13 Hektar und liegt auf einem Hügel mit der Höhe von etwa 30 Metern. Sie weist die größte Ansammlung von aufeinandergelagerten Schichten in Zentralasien auf – vom Spätneolithikum, vertreten durch die Dscheitun-Kultur, bis zur vorachämenidischen Zeit.

## Ausgrabungen
Ulug Depe, in der Bronzezeit eine wohlhabende Stadt im Kopet-Dag-Gebirge, wurde 1930 von Alexander Marushenko entdeckt. In den 1960er Jahren dokumentierte der sowjetische Archäologe Victor Sarianidi die Bedeutung des Ortes und machte ihn in der Öffentlichkeit bekannt. Weitere wichtige Arbeiten wurden vom französischen Archäologen Olivier Lecomte durchgeführt.
Zu den wichtigsten Funden gehört eine befestigte Anlage (Burg) aus der Achämenidenzeit. Die Artefakte, die in Ulug Depe gefundenen wurden, sind im Ak Bugday Museum in Aschgabat ausgestellt.
Die Fundstätte ist Teil des Abiwerd-Parks, einem der acht archäologischen Parks Turkmenistans.